# Региональный совет (Франция)
Региональный совет (фр. conseil régional) — избираемый коллегиальный орган региона Франции.

## История
Региональные советы были созданы законом от 5 июля 1972 года. Первоначально являлись консультативными органами, состоящими из региональных представителей парламента и равного количества членов, назначенных департаментами и муниципалитетами. Программой децентрализации, проводимой в 1982-1983 годах, были предусмотрены прямые выборы в совет и расширение полномочий членов совета.
Как правило, в первую пятницу после выборов регионального совета депутаты выбирают его председателя (президента).

## Список региональных советов
- Региональный совет Аквитании Архивная копия от 12 октября 2016 на Wayback Machine
- Региональный совет Бретани
- Региональный совет Бургундии
- Региональный совет Верхней Нормандии Архивная копия от 24 мая 2013 на Wayback Machine
- Региональный совет Гваделупы
- Региональный совет Гвианы
- Региональный совет Иль-де-Франс
- Ассамблея территориальной общности Корсика
- Региональный совет Лангедок — Руссильон
- Региональный совет Лимузен
- Региональный совет Лотарингии
- Региональный совет Мартиники
- Региональный совет Нижней Нормандии
- Региональный совет Нор-Па-де-Кале
- Региональный совет Оверни
- Региональный совет Пикардии
- Региональный совет Прованс — Альпы — Лазурный берег
- Региональный совет Пуату — Шаранта
- Региональный совет Реюньона
- Региональный совет Рона — Альпы
- Региональный совет Страна Луары
- Региональный совет Франш-Конте
- Центральный региональный совет
- Региональный совет Шампань — Арденны
- Региональный совет Эльзаса
- Региональный совет Юг — Пиренеи